# 시바 2세
시바 2세(싱할라어: සිවා ෨, 488년 ~ 525년 8월 11일)는 아누라다푸라 왕국 모리야 왕조의 제6대 군주였다.

## 생애
모갈라나 1세의 슬하 2남 4녀(6남매) 중 막내 서자로 출생하였다. 아버지인 아누라다푸라의 모갈라나는 아누라다푸라 명문가 출신의 본부인 1명(훗날 왕비)과 남인도 촐라 탄자부르 평민가 출신의 측실 1명(훗날 후궁)을 거느리고 있었다. 또한 아누라다푸라인 왕비(본부인)와 사이에는 슬하 3녀가 있었음과 아울러 촐라 왕국 평민 집안 출신의 후궁(측실)과 사이에는 슬하 2남 1녀가 있었으며 바로 이 촐라인 후궁과 사이에서 출생한 서차자(둘째 서자)가 시바 왕자(시바 2세)였다. 동복 누나와 동복 형이 있었던 시바 왕자는 그저 왕족 종실의 일원으로 아누라다푸라 왕국의 종묘사직 봉직을 하다가 524년에 친조카 키티세나 군주가 콜레라로 인하여 향년 18세로 붕어하자 아누라다푸라 왕국의 고급 신료들한테 왕위 추대를 받으면서 36세의 나이로 즉위하였다. 등극 1년 남짓이 되던 525년 8월 11일, 두 살 많은 5촌 조카 우파티사(당시 왕손 신분)의 장인(우파티사 2세의 장인은 아누라다푸라 왕국의 구세대 귀족 대표)이 아누라다푸라 왕국의 부총리대신(부수상급 관료)에게 전달하여 새벽에 얼음이 섞인 코코넛 밀크 한 그릇을 진상받아 마신 후 당일 아침에 복통을 호소하다가 향년 37세로 서거하였다. 그가 붕어한 직후 나이 2살 많은 5촌 조카인 우파티사 2세(큰아버지 카샤파 1세의 친손자)가 아누라다푸라 왕국의 구세대 귀족들한테 왕위 추대를 받으며 군주 왕위에 등극을 하면서 결국 이렇게 모갈라나 1세의 직손계가 495년 이후 30년여만인 525년에 사실상 정치적으로 일소되었다.

## 같이 보기
- 스리랑카의 역사